# Magda Spiegel

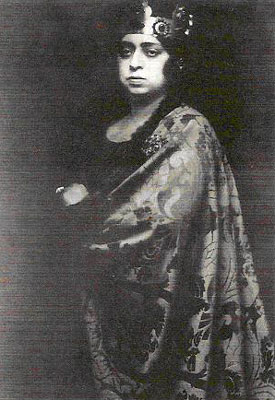
Magda Spiegel

Magda Spiegel (1887-1944) fue una contralto alemana miembro de Opera de Frankfurt exterminada en Auschwitz.
Se destacó como contralto wagneriana en Brangania en Tristán e Isolda, como Adriano en Rienzi y como Ortrud en Lohengrin en 1935, su última aparición. 
En 1904 se había convertido al cristianismo evangélico y en 1940 al catolicismo.
Fue deportada a Theresienstadt y luego a Auschwitz donde fue asesinada.

## Biografía
- Claudia Becker: Magda Spiegel. 1887 - 1944. Biographie einer Frankfurter Opernsängerin, Verlag Waldemar Kramer, Frankfurt am Main 2003, ISBN 3-7829-0547-4